# Guoquanyan
Guoquanyan (kinesiska: 锅圈岩, 锅圈岩苗族彝族乡) är en socken i Kina. Den ligger i provinsen Guizhou, i den sydvästra delen av landet, omkring 160 kilometer väster om provinshuvudstaden Guiyang.